# 負蝽
負蝽（学名：Diplonychus annulatus）为負蝽科負蝽屬下的一个种。